# Gusswerkstoff
Gusswerkstoffe sind Werkstoffe, die besonders gut zum Gießen geeignet sind. Sie werden auch als Gusslegierungen oder Gießlegierungen bezeichnet. Das Gegenstück sind Knetlegierungen, die vor allem zum Umformen (Schmieden, Walzen) geeignet sind. Gusswerkstoffe werden meist ausdrücklich als solche bezeichnet, beispielsweise Aluminiumgusslegierung, Aluminiumdruckgusslegierung (für das Druckgussverfahren) oder die Kupferlegierungen Rotguss und Bronzeguss. Eine wichtige Ausnahme sind die Eisenwerkstoffe: Die Knetlegierungen werden als Stahl bezeichnet, die Gusslegierungen sind Gusseisen (mindestens 2 % Kohlenstoff, meist um 4,3 %) und Stahlguss (unter 2 % Kohlenstoff, meist deutlich darunter).
Gusswerkstoffe werden vor allem für den Formguss genutzt, also für das Gießen in Formen, die der endgültigen Bauteilform nahekommen. Auch Knetlegierungen werden vergossen, allerdings zu Barren, Brammen und Stangen, die durch Umformen weiterverarbeitet werden. Dafür wird der Blockguss und der Strangguss genutzt.
Die genormten Werkstoffbezeichnungen beginnen meistens mit einem G (Guss) oder International mit C (von englisch Cast = Guss).
Vor dem Gießen werden Gusswerkstoffe einer speziellen Schmelzebehandlung unterzogen.

## Wichtige Legierungselemente
Gusslegierungen weisen meist eine gute Gießbarkeit auf. Es handelt sich meist um eutektische Legierungen oder nah-eutektische Legierungen die einen besonders niedrigen Schmelzpunkt haben, was zu geringem Energiebedarf zum Schmelzen führt, sowie geringen Temperaturbelastungen der Formen, Tiegel und Werkzeuge. Außerdem haben die eutektischen Legierungen einen definierten Schmelzpunkt, während andere Legierungen ein Schmelzintervall aufweisen in dem ein Teil des Werkstoffes fest und ein anderer flüssig ist. Dieses Schmelzintervall begünstigt Gussfehler und führt zu grobkörnigem Gefüge und somit schlechten mechanischen Eigenschaften (Härte, Festigkeit). Bei den nah-eutektischen Legierungen ist das Schmelzintervall klein.
Während der Erstarrung verringert sich bei den meisten Werkstoffen das Volumen, während es bei Silicium (und Wasser) zunimmt. Silicium ist ein wichtiges Legierungselement für viele Gusswerkstoffe, da es die Volumenänderung verringert.

## Wichtige Gusswerkstoffe
Der wichtigste Gusswerkstoff ist Gusseisen, das an der Gesamtproduktion in der Gießerei etwa 75 % ausmacht. Wichtige Legierungselemente sind außer dem Kohlenstoff noch Silicium. Es gibt zahlreiche Gusseisensorten, die wichtigste ist aber das Gusseisen mit Lamellengrafit. Spezielle Stahlsorten, die zum Gießen geeignet sind, werden als Stahlguss bezeichnet; er hat jedoch nur geringe Bedeutung. Stahlguss und Gusseisen werden auch unter dem Begriff Eisengusswerkstoffe zusammengefasst. Der zweitwichtigste Gusswerkstoff sind die Aluminiumlegierungen. Deren wichtigste Legierungselemente sind Silicium, Magnesium und Kupfer. Bedeutung als Gusswerkstoff haben in der Gießerei noch Magnesium, Kupfer, Zinn und Zink. Titanlegierungen werden wegen ihres sehr hohen Schmelzpunktes nur selten genutzt. Außerdem reagiert die Titanschmelze sehr schnell mit dem Sauerstoff aus der Luft.

### Eisengusswerkstoffe
Eisenwerkstoffe enthalten als Hauptelement Eisen sowie Kohlenstoff. Die Eisengusswerkstoffe enthalten zusätzlich noch Silicium und teils noch weitere Elemente wie Phosphor, das die Schmelztemperatur weiter senkt.
- Stahlguss (genormte Bezeichnung GS)
- Gusseisen (die Bezeichnungen beginnen mit GJ (von englisch Iron))
  - Grauguss / Graues Gusseisen: Bei dieser Sorte liegt der Kohlenstoff als Grafit vor, was den Bruchflächen eine graue Farbe verleiht.
    - Gusseisen mit Lamellengrafit (Bezeichnung nach Europäischer Norm (EN): GJL, nach DIN (alt) GG (Grau-Guss)): Die Standardsorte mit lamellenförmigem Grafit. Sie weist nur geringe Zugfestigkeit auf, lässt sich nicht schmieden, aber sehr gut gießen und ist kostengünstig
    - Gusseisen mit Vermiculargrafit (GJV): Eine Übergangssorte zur nachfolgenden Sorte
    - Gusseisen mit Kugelgrafit (EN: GJS (Sphäroguss) DIN: GGG (Globularer Grauguss)): Bei dieser Sorte bildet der Grafit kleine Kügelchen, was dem Werkstoff eine hohe Festigkeit verleiht und ihn schmiedbar macht.

  - Temperguss (GJM (von englisch Malleable))

### Nichteisen-Gusswerkstoffe
Sie enthalten als Hauptelement ein Nichteisenmetall. Am wichtigsten sind Aluminium sowie Magnesium. Verwendet werden sonst noch Zinn, Zink und Kupfer und seine Legierungen Bronze und Messing. Titanlegierungen können nur unter sehr hohem Aufwand vergossen werden.
Zu den Aluminiumlegierungen die zum Gießen genutzt werden, zählen insbesondere die Aluminium-Silicium-Legierungen die über 90 % Anteil haben.
In den genormten Kürzeln ist meist ein „G“ für Guss enthalten oder ein „C“ für Cast (englisch für Guss). Aluminiumgusslegierungen beginnen beispielsweise nach internationaler Norm mit AC gefolgt von einer Nummer, nach DIN mit GA (Guss, Aluminium) gefolgt von der chemischen Zusammensetzung. Nach DIN gibt es für die Leichtmetall-Gusslegierungen noch weitere Zusatzbezeichnungen, wie S für Sandguss, D für Druckguss.